# Represalia por la masacre de Capilla del Rosario
La represalia por la masacre de Capilla del Rosario fue una acción llevada a cabo en la Argentina entre el 25 de septiembre y el 1.º de diciembre de 1974 por el Ejército Revolucionario del Pueblo (ERP), en la cual nueve militares argentinos fueron asesinados, así como la hija, menor de edad, de uno de estos.

## Antecedentes
En agosto de 1974, un grupo de guerrilleros del ERP pertenecientes a la Compañía de Monte «Ramón Rosa Jiménez» que planeaba atacar el Regimiento de Infantería Aerotransportado 17 del Ejército Argentino en la ciudad de San Fernando del Valle de Catamarca fue interceptado antes de cumplir su objetivo. 
A los pocos días, el PRT-ERP dio una conferencia de prensa afirmando que dieciséis guerrilleros que se rindieron tras agotar su munición fueron fusilados ilegalmente por órdenes del III Cuerpo de Ejército y declarando que: 

esa acción fue deliberada e inspirada en el salvaje principio de que «el ejército no toma guerrilleros prisioneros» […]. El Comité Central […] tomó una grave determinación. Ante el asesinato indiscriminado de nuestros compañeros, nuestra organización ha decidido emplear la represalia. Mientras el ejército opresor no tome guerrilleros prisioneros, el ERP no tomará oficiales prisioneros, y a cada asesinato responderá con una ejecución de oficiales indiscriminada. Es la única forma de obligar a una oficialidad cebada en el asesinato y la tortura, a respetar las leyes de la guerra.

En sus «Memorias», Enrique Gorriarán Merlo asevera que «atentaríamos indiscriminadamente sobre oficiales del Ejército hasta igualar en número a los compañeros asesinados en Catamarca».

## Los militares asesinados

### Coronel Jorge Oscar Grassi
Jorge Oscar Grassi nació  en la ciudad de Tornquist, provincia de Buenos Aires, Argentina, el 4 de abril de 1925, ingresó en el Colegio Militar de la Nación el 25 de febrero de 1944 y egresó el 22 de julio de 1947 con el grado de subteniente en la rama de Infantería. Su último destino en el Ejército Argentino fue como oficial de ingenieros del III Cuerpo de Ejército, en Córdoba.
Grassi salió a las 7:10 horas del 25 de septiembre de 1974 de su domicilio en Barrio Parque Vélez Sarsfield en la ciudad de Córdoba y al llegar a la acera advirtió la presencia de dos personas armadas que bajaron de un automóvil y abrieron fuego contra él, pero logró evitarlos tirándose tras la camioneta que le aguardaba en la puerta para transportarlo, pero hicieron nuevos disparos que lo hirieron de gravedad. Antes de huir dispararon también contra el soldado que le aguardaba en la camioneta, pero pudo eludirlos arrojándose al suelo. Grassi fue trasladado para recibir atención médica, pero murió antes de ser atendido.
Los diarios del 26 de septiembre reflejaron ampliamente el hecho y legisladores integrantes de las Comisiones de Defensa de ambas Cámaras del Congreso hicieron saber su pesar por el asesinato.
Jorge Oscar Grassi, que estaba casado y tenía dos hijos, fue ascendido post mortem al grado de general de brigada. En su homenaje una calle del Barrio Ciudad del Milagro de la ciudad de Salta lleva el nombre de coronel Jorge Oscar Grassi.

### Teniente 1.º Luis Roberto Brzic
Luis Roberto Brzic nació  en la ciudad de Buenos Aires, Argentina, el 27 de agosto de 1939, ingresó en la Escuela de Mecánica del Ejército en 1957 y egresó como cabo 1.º. El 3 de marzo de 1961 ingresó en el Colegio Militar de la Nación y egresó el 11 de julio de 1964 con el grado de subteniente en la rama de Comunicaciones. Su último destino en el Ejército fue en el Batallón de Comunicaciones 121 con sede en Rosario.
Brzic fue asesinado el 25 de septiembre de 1974 a las 19:50 cuando estaba por descender de su automóvil en un lugar muy concurrido del centro de Rosario, provincia de Santa Fe, por cuatro personas –una de ellas, una mujer-  que le dispararon cuatro tiros matándolo en forma instantánea.
Luis Roberto Brzic, que estaba casado y tenía un hija, fue ascendido post mortem al grado de capitán.

### Capitán Miguel Ángel Paiva
Miguel Ángel Paiva nació  en la ciudad de Buenos Aires, Argentina, el 31 de mayo de 1941, ingresó en el Colegio Militar de la Nación el 19 de febrero de 1958 y egresó el 22 de diciembre de 1964 con el grado de subteniente en la rama de Infantería. Su último destino en el Ejército Argentino fue la Escuela Superior de Guerra en calidad de alumno.
Paiva, que tenía la especialidad de paracaidista, salió de su domicilio en la ciudad de Buenos Aires el 2 de octubre de 1974 poco después de las 7 horas para tomar el colectivo que lo conduciría a la Escuela cuando desde un grupo de 3 personas le dispararon con un arma automática hiriéndole de muerte y luego huyeron en un automóvil conducido por una mujer que les aguardaba en las inmediaciones.
Miguel Ángel Paiva, que estaba casado y tenía cuatro hijos, fue ascendido post mortem al grado de mayor y en su homenaje una calle del Barrio Ciudad del Milagro de la ciudad de Salta lleva el nombre de capitán Miguel Ángel Paiva.
Los diarios del día siguiente del hecho publicaron la noticia en forma destacada: Clarín tituló en su primera página: “Asesinaron en Palermo al Capitán Miguel Paiva” y La Prensa, también en la primera página tenía el titular “Asesinaron a balazos al capitán Miguel A. Paiva”.
Por su parte el Ejército Revolucionario del Pueblo publicó en la página 18 del N° 43 de su órgano de prensa Estrella Roja del 4 de noviembre de 1974, bajo el título Crónica de la Guerra Revolucionaria, correspondiente a las acciones del mes de octubre: "Día 2, Buenos Aires. El ERP ejecutó al Capitán del Ejército contrarrevolucionario Miguel Ángel Paiva".

### Mayor bioquímico Jaime Gimeno
Jaime Gimeno nació  en la ciudad de Salta, Argentina, el 28 de diciembre de 1920,  ingresó en el Ejército en 1944, se desempeñó en el Hospital Militar de Salta y dictó cursos en la Escuela del Cuerpo Profesional General Lemos. Su último destino en el Ejército fue el Hospital Militar Central.
El 7 de octubre de 1974 cuando salió de su domicilio en la ciudad de Banfield, provincia de Buenos Aires, aproximadamente a las 7:40 horas manejando su automóvil y cuando había recorrido poca distancia se puso a la par una pick up ocupada por cuatro personas desde la cual le hicieron fuego, logrando el mayor Gimeno repeler la agresión con una pistola. En ese momento un hijo del agredido, de 19 años, salió al balcón del domicilio y con una carabina repelió también el ataque pero otras personas que bajaron de otros dos vehículos se unieron al ataque y mataron al militar. Como resultado del tiroteo un guerrillero murió instantáneamente, otro al llegar al hospital y un tercero fue ingresado en grave estado y falleció poco después.
Jaime Gimeno, que estaba casado y tenía dos hijos, fue ascendido post mortem al grado de teniente coronel.
Al día siguiente, 8 de octubre, la presidenta Isabel Perón convocó a una asamblea multisectorial con representantes de los partidos políticos, de la Confederación General del Trabajo, de la Confederación General Empresaria y de las 62 Organizaciones sindicales, para analizar “la necesidad de erradicar definitivamente del ámbito nacional a toda expresión de terrorismo y subversión”. Varios de los concurrentes expresaron durante la  reunión su repudio a los hechos de violencia.

### Teniente 1.º Juan Carlos Gambandé
Juan Carlos Gambandé nació el 16 de diciembre de 1949 en la ciudad de Rosario, ingresó en el Colegio Militar de la Nación el 1 de marzo de 1968 y egresó en diciembre de 1970 con el grado de subteniente en la rama de Intendencia. Su último destino en el Ejército fue el Liceo Militar General Belgrano.
El 11 de octubre de 1974 en la ciudad de Santa Fe mientras retiraba su automóvil de un garaje fue atacado por dos personas jóvenes que le impactaron con 9 proyectiles de armas de fuego y huyeron del lugar, falleciendo poco después en el Hospital adonde fue trasladado.
Juan Carlos Gambandé se había casado un año antes y fue ascendido post mortem al grado de teniente primero.

### Teniente 1° Ciro Ahumada
El 18 de octubre el ERP atentó sin éxito contra su vida cuando estaba destinado en el Regimiento de Infantería Aerotransportado 14 de Córdoba.

### Teniente coronel médico José Francisco Gardón
Nació el 4 de junio de 1922 en la ciudad de Córdoba, se recibió de médico en la Universidad Nacional de Córdoba e ingresó en el Ejército como teniente 1.º médico en comisión el 31 de diciembre de 1955. Su último destino en el Ejército fue el Hospital Militar Campo de Mayo.
El 23 de octubre de 1974 a las 18:05 horas cuando se disponía a entrar en el Hospital Municipal Raúl F. Larcade de la localidad de san Miguel (Partido de General Sarmiento-Buenos Aires), ubicado en la zona céntrica de esa ciudad, donde era jefe de Hemoterapia, fue agredido a balazos por dos jóvenes que luego huyeron. El médico fue atendido de inmediato pero falleció a las 20:30 horas como consecuencia de cuatro disparos que le alcanzaron, dos en la cabeza, en el tórax y en un brazo.El diario Clarín al dar la noticia destacó que el militar asesinado asistía a menudo a personas de condición humilde que vivían en los barrios de emergencia cercanos al hospital. El asesinado era casado, con un hijo, y fue ascendido post mortem al grado de coronel.

### Mayor Néstor Horacio López
Néstor Horacio López nació el 17 de enero de 1932 en la localidad de Hurlingham, Provincia de Buenos Aires, ingresó en el Colegio Militar de la Nación el 1.º de marzo de 1949 y egresó con el grado de subteniente en la rama de Artillería. Su último destino en el Ejército  fue el Liceo Militar General Belgrano, donde era jefe de la Agrupación Tropas.
El 7 de noviembre de 1974 aproximadamente a las 6:30 horas el oficial, que acababa de salir de su domicilio, y el soldado conscripto Oscar A. Sales que estaba con él fueron atacados a balazos desde el edificio ubicado enfrente de su domicilio por dos hombres y dos mujeres que la noche anterior habían copado aquel y que luego del hecho huyeron en dos automóviles. El oficial murió instantáneamente y el soldado quedó herido por 4 disparos. El hecho fue noticia de primera plana de los diarios La Prensa y Clarín del día siguiente. El asesinado era casado, con tres hijos, y fue ascendido post mortem al grado de teniente coronel.

### Teniente 1.º Roberto Eduardo Carbajo
Roberto Eduardo Carbajo nació el 2 de octubre de 1943 en la localidad de Tostado, Provincia de Santa Fe,  ingresó en el Colegio Militar de la Nación  el 7 de marzo de 1962 y egresó con el grado de subteniente en la rama de Ingenieros. Su último destino en el Ejército  fue el Batallón de Ingenieros de Combate 101, con asiento en la ciudad de San Nicolás de los Arroyos.
El 12 de noviembre de 1974 aproximadamente a las 20 horas el oficial bajó de su automóvil para ir a buscar a su esposa e hijos y fue atacado a balazos por 6 personas que bajaron de dos automóviles y lo mataron delante de su cónyuge. El hecho fue noticia de primera plana de los diarios La Prensa y Clarín del día siguiente. El asesinado era casado, con dos hijos, y fue ascendido post mortem al grado de capitán.

### Capitán Humberto Viola
Humberto Antonio Viola nació el 15 de febrero de 1943 en San Miguel de Tucumán, ingresó en el Colegio Militar de la Nación el 3 de marzo de 1960 y egresó con el grado de subteniente en la rama de Infantería. Su último destino en el Ejército fue el Destacamento de Inteligencia de Tucumán.
En San Miguel de Tucumán el 1.º de diciembre de 1974 el capitán Humberto Antonio Viola fue atacado con disparos de escopeta, pistola y ametralladora cuando llegaba en su automóvil junto con su esposa María Cristina Picón y sus dos pequeñas hijas María Cristina de 3 años y María Fernanda de 5 años, a la casa de sus padres. Su hija María Cristina también fue asesinada en tanto que su hija María Fernanda resultó gravemente herida, ambas con disparos en la cabeza. La esposa del capitán, embarazada de cinco meses, resultó ilesa.

## Decisión de cesar la represalia
Tras el atentado contra el capitán Viola, el PRT, hizo una declaración pública calificando la muerte de María Cristina y las heridas a María Fernanda como “un exceso injustificable” y anunciando que daba por terminada la campaña de represalia “en homenaje a la sangre inocente de esas criaturas”. Oscar R. Anzorena escribió al respecto:

"Si los hechos de Catamarca habían constituido una considerable derrota militar para el ERP, la muerte de la niña se transformó en su más importante derrota política."

## Investigaciones sobre los hechos
En el caso del capitán Miguel Ángel Paiva la policía indicó como autor del crimen a Eduardo Mario Favario, quien había sido detenido en 1972 y amnistiado el 25 de mayo de 1973, junto a Jorge Carlos Molina (a) Molina Chico, en tanto Sara Albertina López Dupuy, esposa de Favario, había conducido el automóvil. Favario, que también apareció mencionado como responsable de otros ataques, murió en un enfrentamiento con fuerzas de seguridad el 11 de octubre de 1975 en Rosario. Según el diario Página 12, el Jorge Molina mencionado en la investigación sería Jorge Molina (a) Capitán Pablo, que era Subteniente de Reserva por haber estudiado en el Liceo Militar, uno de los principales dirigentes del ERP y uno de sus cofundadores, junto con Mario Santucho, Benito Urteaga y Enrique Gorriarán Merlo que más adelante desapareciera en la noche del 7 al 8 de octubre de 1975.
La causa penal iniciada a raíz del hecho fue sobreseída en forma provisional el 5 de febrero de 1975, luego de que la instrucción policial informara que “las diligencias practicadas no habían permitido individualizar a los autores del homicidio”.
Años después, a pedido de la hija, que había invocado el “derecho a la verdad”, la Cámara Federal Sala II dispuso que la causa salga de archivo y se prosiga la investigación. El tribunal no aplicó la prescripción de la acción penal dado que “no es un principio abstracto, sino que se aplica a imputados” y en este caso “nadie lo planteó”.  Los camaristas admitieron lo “prematuro” del sobreseimiento provisional dictado dado que en la investigación aludía a dos atacantes, “cuando los señalados fueron tres”. Según el diario Pagina/12, la decisión podría reabrir la controversia por el juzgamiento de los delitos cometidos por organizaciones armadas y su eventual aprovechamiento por quienes aún enarbolan la llamada “teoría de los dos demonios”.
Por otra parte, por el asesinato del capitán Viola en 1979 fue condenado a reclusión perpetua Fermín Ángel Núñez, quien en octubre de 1987 obtuvo su libertad condicional.

## Pedido de indemnización
Luego de la sanción de la ley 24 411 (reglamentada por el decreto 403/95 y modificada por las leyes 24 499 y 24 823), Fabiana Raquel Paiva, hija Miguel Ángel Paiva, solicitó al Ministerio de Justicia y Derechos Humanos el beneficio instrumentado en las mismas pero le fue denegado con el argumento de que la muerte no se había producido como consecuencia del accionar de militares integrantes de fuerzas de seguridad o grupos paramilitares en el marco de la lucha antisubversiva, lo que resultaba requisito ineludible para la concesión del beneficio. Esa denegatoria fue confirmada por la Cámara Federal el 18 de diciembre de 2001 con una resolución entre cuyos fundamentos afirmaba que “cabe recordar que no corresponde a los jueces extender el alcance de dichas normas a circunstancias no previstas especialmente, pues no les incumbe sustituir con su criterio el que las normas legales fijan, sino aplicarlas tal cual fueron concebidas”.